# Serhij Nahorniak
Serhij Mykołajowycz Nahorniak, ukr. Сергій Миколайович Нагорняк, ros. Сергей Николаевич Нагорняк, Siergiej Nikołajewicz Nagorniak (ur. 5 września 1971 w Winnicy, Ukraińska SRR) – ukraiński piłkarz, grający na pozycji pomocnika a wcześniej napastnika, reprezentant Ukrainy, trener piłkarski.

## Kariera piłkarska

### Kariera klubowa
Wychowanek Szkoły Piłkarskiej klubu Nywa Winnica, w którym rozpoczął karierę piłkarską. Występował najpierw w farm klubie Intehrał Winnica. Wiosną 1993 rozegrał jeden mecz w składzie Worskły Połtawa, po czym powrócił do podstawowego składu Nywy Winnica. W listopadzie 1993 został wypożyczony do Polissia Żytomierz. Po dobrych występach został zauważony przez skautów rosyjskiego Spartaka Moskwa i na początku 1995 został zaproszony do klubu. Przez wysoką konkurencję nieczęsto wychodził na boisko, dlatego w sierpniu 1995 był wypożyczony do Dnipra Dniepropietrowsk, a w sezonie 1996/97 Dnipro wykupił transfer piłkarza.
Jesienią 1997 po meczu barażowym z reprezentacją Chorwacji jego test dopingowy dał pozytywny wynik, przez co piłkarz został zdyskwalifikowany na rok (chociaż mówiono, że wziął na siebie winę za Jurija Dmytrulina). Podtrzymywał formę w składzie Dnipra, występując tylko w nieoficjalnych meczach. W 1999 przeszedł do Szachtara Donieck, a w 2000 wyjechał do Chin, gdzie został piłkarzem klubu Shenyang Haishi, skąd w następnym sezonie przeniósł się do Shandong Luneng. Na początku 2004 wrócił do Ukrainy, gdzie bronił barw Arsenału Kijów, ale już latem powrócił do Chin, podpisując kontrakt z drużyną Jiangsu Shuntian. Po zakończeniu sezonu przeszedł do Wołyni Łuck. W 2006 zakończył swoje występy w Metałurhu Zaporoże. Potem jeszcze występował w amatorskim zespole Irpiń Horenicze.

### Kariera reprezentacyjna
7 września 1994 zadebiutował w narodowej reprezentacji Ukrainy w przegranym 0:2 meczu kwalifikacyjnym do Euro-96 z Litwą. Łącznie rozegrał 14 spotkań reprezentacyjnych.

## Kariera trenerska
Po zakończeniu kariery piłkarskiej rozpoczął karierę szkoleniowca. Najpierw pomagał trenować Dnipro Dniepropetrowsk. 15 lutego 2019 został mianowany na stanowisko głównego trenera juniorskiej reprezentacji Ukrainy.

## Sukcesy i odznaczenia

### Sukcesy klubowe
- mistrz Rosji: 1996
- brązowy medalista Mistrzostw Rosji: 1995
- finalista Pucharu Rosji: 1996
- wicemistrz Ukrainy: 1999
- brązowy medalista Mistrzostw Ukrainy: 1996, 1998
- finalista Pucharu Ukrainy: 1997, 2006